# CM-3000
La carretera CM-3000 es una carretera comarcal situada en las provincias de Toledo y Cuenca.
Comunica la localidad de Tembleque (Toledo) con Horcajo de Santiago (Cuenca).
Las principales localidades que atraviesa son Corral de Almaguer, Tembleque y Horcajo de Santiago.
La CM-3000 pasa por :
- Tembleque, donde conecta con la A-4 y la CM-410
- El Romeral, donde conecta con la TO-2860
- Lillo, donde conecta con la CM-3001 y la CM-3005
- Corral de Almaguer, donde conecta con la N-301 y la autopista de peaje AP-36
- Cabezamesada, donde conecta con la TO-2581
- Horcajo de Santiago, donde conecta con la CM-200

- Datos: Q30918618